# Kokkoh
Kokkoh ist ein aus der Makrobiotik stammender auf Reis basierender breiförmiger Milchersatz.

## Geschichte
Kokkoh hat seine Ursprung in Japan und wurde durch den Japaner Sakurazawa Nyo'ichi, besser bekannt als George Ohsawa, auch im Westen bekannt. Ohsawa war Anhänger der Makrobiotik und schrieb einige Bücher über die makrobiotischen Heilkunde des Fernen Ostens.

## Anwendung
Kokkoh ist eine Säuglingsnahrungsbrühe aus Vollkornprodukten, Samen und Hülsenfrüchten, die leicht geröstet und zu einem Pulver gemahlen werden. Es wurde zuerst von Sakura Nyoichi, besser bekannt als George Ohsawa, als Teil der Macrobiotic-Diät in die westliche Kultur gebracht, basierend auf einem Rezept, das im traditionellen Japan weit verbreitet ist. Brauner Reis ist seine primäre und kann seine einzige feste Zutat sein. Viele Kokkoh-Rezepte enthalten andere Vollkornprodukte, Samen und Gewürze, am häufigsten Süßreis, Azuki-Bohnen, Sesamsamen, Hafer, Gerste, Sojabohnen und Kombu. [1] [2]
Neben braunem Reis werden Adzukibohnen, Sesam, Kombu, Gerste, Hafer und Soja als weitere Zutaten verwandt. Zum Süßen kommt meist ein Reis- oder Gerstensirup zum Einsatz. Wird Kokkoh als Ersatz für die Muttermilch bei Säuglingen verwendet, besteht die Gefahr, dass zu große Gewichtszunahmen sowie Eisen- und Vitamin-B12-Mängel auftreten.